# Copa México 1995/96
Die Copa México 1995/96 war die 40. Austragung des Fußball-Pokalwettbewerbs seit Einführung des Profifußballs in Mexiko.
Das Pokalturnier wurde im ersten Quartal des Jahres 1996 ausgetragen. Teilnahmeberechtigt waren die 16 Mannschaften, die in jener Saison zweitklassig spielten sowieso ebenso viele Mannschaften aus der ersten Liga. Weil die erste Liga 1995/96 allerdings mit 18 Mannschaften ausgetragen wurde, mussten die Erstligisten Monarcas Morelia und Puebla FC auf eine Pokalteilnahme verzichten.
Pokalsieger wurde zum zweiten Mal nach 1976 die Mannschaft der  UANL Tigres, die ironischerweise wenige Wochen später am Ende der regulären Saison in die zweite Liga absteigen musste.

## Modus
Die Begegnungen wurden im K.-o.-System ausgetragen, wobei die Mannschaften der zweiten Liga in jedem Kräftemessen mit einem Erstligisten Heimrecht hatten. In der ersten Runde wurde sichergestellt, dass jeweils ein Erstligist gegen einen Zweitligisten spielt. In der zweiten Runde, für die sich sechs Zweitligisten und zehn Erstligisten qualifiziert hatten, wurde frei ausgelost, so dass es nur zu vier Auseinandersetzungen zwischen erster und zweiter Liga kam. In drei Partien mussten Erstligisten gegeneinander antreten und in der Partie zwischen Pachuca und San Francisco trafen zum einzigen Mal in diesem Wettbewerb zwei Zweitligisten aufeinander. Weil im Viertelfinale jeweils vier Erst- und Zweitligisten standen, wurden diese wieder gegeneinander gelost, wobei alle Zweitligisten ausschieden: Irapuato und Pachuca deutlich (mit 1:4 bzw. 0:3 gegen Guadalajara bzw. Cruz Azul), während Hermosillo (gegen den späteren Pokalsieger UANL Tigres!) und Tampico-Madero (gegen Atlas) erst im Elfmeterschießen unterlagen. Während die ersten Runden in nur einem Spiel entschieden wurden, fanden Halbfinale und Finale mit Hin- und Rückspiel statt.

## Erste Runde
Die Begegnungen der ersten Hauptrunde wurden zwischen dem 23. und 25. Januar 1996 ausgetragen.
|                              | Ergebnis        |                  |
| ---------------------------- | --------------- | ---------------- |
| Guerreros de Acapulco        | 1:2             | UAG Tecos        |
| Deportivo Tepic              | 1:3             | Club León        |
| Inter de Tijuana             | 0:2             | Santos Laguna    |
| San Luis FC                  | 0:1             | Atlético Celaya  |
| Gallos Blancos de Hermosillo | 2:2 (4:3 i. E.) | CD Veracruz      |
| Atlético Yucatán             | 0:2             | CD Guadalajara   |
| Tampico-Madero FC            | 3:0             | Toros Neza       |
| CD Irapuato                  | 3:0             | CF Atlante       |
| Marte Morelos                | 0:2             | Club Necaxa      |
| UAT Correcaminos             | 0:2             | CF Monterrey     |
| Saltillo Soccer              | 1:2             | CF Atlas         |
| CF La Piedad                 | 3:2             | UNAM Pumas       |
| CD Zacatepec                 | 2:4             | UANL Tigres      |
| Atlético San Francisco       | 1:0             | Deportivo Toluca |
| Cruz Azul Hidalgo            | 1:2             | CD Cruz Azul     |
| CF Pachuca                   | 1:0             | Club América     |

## Achtelfinale
Die Begegnungen der zweiten Pokalrunde fanden zwischen dem 30. Januar und dem 1. Februar 1996 statt. 
|                              | Ergebnis        |                        |
| ---------------------------- | --------------- | ---------------------- |
| Gallos Blancos de Hermosillo | 2:0             | Atlético Celaya        |
| CD Irapuato                  | 2:2 (4:1 i. E.) | Club Necaxa            |
| Tampico-Madero FC            | 3:2             | CF Monterrey           |
| CF La Piedad                 | 0:2             | UANL Tigres            |
| CD Cruz Azul                 | 1:0             | UAG Tecos              |
| CF Atlas                     | 4:1             | Club León              |
| CD Guadalajara               | 2:1             | Santos Laguna          |
| CF Pachuca                   | 2:1             | Atlético San Francisco |

## Viertelfinale
Die Begegnungen der dritten Pokalrunde wurden am 6. und 7. Februar 1996 ausgetragen. 
|                              | Ergebnis        |                |
| ---------------------------- | --------------- | -------------- |
| CD Irapuato                  | 1:4             | CD Guadalajara |
| Gallos Blancos de Hermosillo | 1:1 (2:4 i. E.) | UANL Tigres    |
| Tampico-Madero FC            | 1:1 (2:3 i. E.) | CF Atlas       |
| CF Pachuca                   | 0:3             | CD Cruz Azul   |

## Halbfinale
Das Halbfinale fand zwischen dem 13. und 21. Februar 1996 statt. Das Rückspiel des Clásico Tapatío wurde im Aztekenstadion von Mexiko-Stadt ausgetragen.
|              | Gesamt |                | Hinspiel | Rückspiel |
| ------------ | ------ | -------------- | -------- | --------- |
| CF Atlas     | 4:3    | CD Guadalajara | 4:2      | 0:1       |
| CD Cruz Azul | 3:4    | UANL Tigres    | 1:0      | 2:4       |

## Finale
Die Finalspiele wurden am 27. Februar und 6. März 1996 ausgetragen. Dabei konnten die UANL Tigres nach einem 1:1 vor heimischem Publikum das Rückspiel im Estadio Jalisco von Guadalajara beim Club Atlas mit 1:0 gewinnen und waren somit nach zwanzig Jahren zum zweiten Mal im Pokalwettbewerb erfolgreich. Im Hinspiel traf Sergio Almaguer für die Tigres, das entscheidende Siegtor im Rückspiel erzielte Arnulfo Tinoco. Das einzige Tor für Atlas in den Finalspielen erzielte der Argentinier Eduardo Berizzo.
|             | Gesamt |          | Hinspiel | Rückspiel |
| ----------- | ------ | -------- | -------- | --------- |
| UANL Tigres | 2:1    | CF Atlas | 1:1      | 1:0       |

Zum Kader des Pokalsiegers UANL Tigres gehörten unter anderem die folgenden Spieler: 
Robert Siboldi (Tor) – Marcos Ayala, José Alfredo Murguía, Roberto Ruiz Esparza, Martín Castañeda, Francisco Javier Gómez, Arnulfo Tinoco, Humberto González (Abwehr) – Omar Arellano, José Manuel de la Torre, Tab Ramos, Daniel Deeke, Sead Seferović, Marco Antonio Ruiz, Javier Lozano Chavira (Mittelfeld) – Sergio Almaguer, Martín Ubaldi (Angriff); Trainer: Víctor Manuel Vucetich.